# Guerres Koguryo-Sui
Batailles
Linyuguan (en) -  Salsu
Les guerres Koguryo-Sui sont une série de campagnes militaires lancées par la dynastie chinoise Sui contre le Koguryo, ou Goguryeo, un des trois royaumes qui se partagent alors la péninsule de Corée. Ces campagnes se déroulent entre 598 et 614 et se concluent toutes par une défaite des armées chinoises. Ces échecs à répétition sont une des causes principales de la chute de la dynastie Sui et de son remplacement par la dynastie Tang en 618.

## Contexte historique
La dynastie Sui unifie la Chine en 589 après avoir battu la dynastie Chen et mis fin à près de 300 ans de division du pays. À la suite de cela, elle entend affirmer sa position dominante en Asie, et la plupart des pays voisins se soumettent. Cependant, à Koguryo, l'un des trois Royaumes de Corée, le roi Pyeongwon puis son successeur Yeongyang réclament le maintien des relations d'égal à égal avec la Chine.
L'empereur Sui Wendi voit d'un mauvais œil cette provocation du Koguryo, qui, de plus, réalise des raids réguliers à travers la frontière nord de l'Empire. Il envoie donc des émissaires en 596, demandant l'annulation de l'alliance coréenne avec le khaganat des Turcs orientaux, la fin des raids annuels en territoire Sui et la reconnaissance de la suzeraineté chinoise. Bien qu'Yeongyang semble près d'accepter ces conditions, il lance l'année suivante, conjointement avec les Mohe, un des peuples toungouses, une attaque préventive (en) à la frontière Sui, dans l'actuelle province de Hebei.

## Déroulement du conflit

### Expédition de 598
Wendi ordonne à son cinquième et plus jeune fils, Yang Liang, qui est aidé par le co-premier ministre Gao Jiong, et à l'amiral Zhou Luohou (周羅睺) d’envahir et conquérir le royaume de Koguryo. Pour y parvenir, ils reçoivent le commandement d'une armée et d'une flotte totalisant 300 000 hommes, dont une grande majorité d'archers montés.
L'armée de Yang Liang doit faire face à l'arrivée prématurée de la saison des pluies dès qu'elle atteint Koguryo. Les pluies anormalement lourdes rendent la progression de l'armée quasi impossible et entravent le ravitaillement. Les attaques coréennes constantes et les maladies infligent de lourdes pertes aux troupes chinoises. Comprenant que l'armée ne pourra atteindre son objectif seule, Yang décide de faire appel aux navires de Zhou.
La flotte Sui fait cependant déjà face à ses propres problèmes, composant avec une mer agitée, perdant de nombreux navires bien qu'elle se tienne près des côtes. Où qu'elle accoste, des détachements de Koguryo attaquent les marins chinois. Elle engage finalement le combat avec la flotte coréenne commandée par l'amiral Gang Isik, probablement dans le golfe de Bohai. Affaiblie par les embuscades et les conditions climatiques, la flotte Sui subit une grave défaite.
Les forces Sui sont toutes vaincues. Les textes historiques rapportent que près de 90 % d'entre elles ont péri. En comparaison, Koguryo perd relativement peu d'hommes. Yang n'a plus d'autre option que la retraite. Cette guerre est la seule défaite majeure de Wendi, qui décède en 604.

### Expédition de 612

#### Préparatifs
À la suite de la mort de son père, c'est l'empereur Sui Yangdi qui monte sur le trône en 604. Il lance immédiatement la construction du Grand Canal devant permettre de relier le Nord de la Chine, qui est le centre politique du pays, au sud, qui en est le centre économique. Après des travaux de grande ampleur, le canal est inauguré, permettant le transport de troupes et de ravitaillement pour la grande campagne militaire qui se prépare contre le Koguryo.
Après la fin de la construction du canal, Yangdi commence à lever des troupes en 611 et rassemble ses soldats à l'endroit qui correspond actuellement à la ville de Pékin. Si l'on en croit le livre des Sui, l'armée qui se rassemble là à la fin de l'année est l'une des plus importantes de l'histoire, car elle regroupe 1 133 000 soldats et presque le double de troupes auxiliaires. L'armée se met en route à partir du début de l'an 612, et en raison de sa taille, il s'écoule 40 jours entre le départ des premiers soldats et celui des derniers. Finalement, le livre des Sui décrit une longue colonne de soldats qui s'étire sur environ 300 kilomètres. Ces chiffres sont très probablement une exagération des auteurs chinois et coréens, les premiers, payés par les Tang, cherchant à exagérer l'incompétence et l'échec des Sui, tandis que les seconds cherchent à rendre la victoire finale coréenne encore plus éclatante. Selon une estimation moderne faite par l’historien David A. Graff, l'effectif total de l'armée Sui est plutôt d'environ 600 000 soldats, ce qui est déjà considérable.

#### Campagne en Mandchourie
Dès le début de l'invasion, le roi Yeongyang du Koguryo renonce à la zone tampon dont il s'était emparé après la guerre de 598, car cette région n'était pas appropriée pour affronter une armée aussi vaste. Les troupes coréennes se retirent derrière un cours d'eau qui est maintenant connu sous le nom de rivière Liao. Heureusement pour les soldats du Koguryo, cette année-là, la débâcle est précoce et lorsque Sui Yangdi arrive sur place, le niveau de la Liao, gonflé par la fonte des glace, s’élève au point de rendre la traversée extrêmement compliquée pour l'immense armée des Sui. Anxieux, Yangdi ordonne la construction de trois ponts pour traverser la rivière mais, mal construits, ils se révèlent être trop courts pour atteindre la rive opposée, ce qui permet aux troupes coréennes de repousser le premier assaut de l'armée chinoise grâce à une embuscade. Cependant, après avoir allongé les ponts, les troupes Sui réussissent à traverser la rivière et commencent à assiéger les forteresses du Koguryo.
Avant le début de la campagne, Yangdi a donné l'ordre à ses généraux de ne pas prendre des décisions individuelles concernant les mouvements des troupes, mais de lui faire des rapports afin qu'il leur transmette des instructions. Cet ordre entrave la stratégie sui tout au long de la campagne. Ainsi, au cours du siège de la forteresse de Yodong, un point névralgique de la défense du royaume coréen, le général commandant le siège a dû envoyer un messager à l'empereur pour que ce dernier approuve la reddition des défenseurs. Le temps que le messager revienne, les troupes du Koguryo étaient de nouveau prêtes à défendre la forteresse. Grâce à une exploitation intensive de cette faille dans le système de commandement Sui, Yodong et d'autres forteresses du Koguryo réussissent à tenir face aux assiégeants. En juin, soit cinq mois après le début de la campagne, pas un seul château, forteresse, ou citadelle du Koguryo n'est tombé entre les mains des Sui. Yangdi estime alors qu'un changement fondamental de stratégie est nécessaire pour s'emparer de la Corée.

#### Campagne contre Pyongyang
La nouvelle stratégie consiste à continuer à assiéger les forteresses du Koguryo en Mandchourie pour y garder enfermés leurs défenseurs, tout en envoyant un contingent de l'armée et de la marine s'emparer de Pyongyang, la capitale du royaume coréen. Selon le Livre des Sui, c'est une armée de 305 000 hommes et une flotte de 200 000 marins qui sont détachés du gros des troupes pour mener cette mission à bien.

#### Attaque maritime
La marine du Koguryo atteint la baie de la rivière Daedong avant l'armée chinoise. Voyant que ses ennemis ne sont pas encore arrivés, Yeongyang envoie un petit groupe de navire engager le combat avec la flotte Sui. Après un court engagement, les troupes du Koguryo feignent la défaite et se replient dans la ville. Lai Huni, le commandant de la flotte Sui, voit là une chance à saisir et prend la tête de près de 100 000 hommes pour attaquer Pyongyang.
Quand les soldats Sui arrivent au niveau d'un des châteaux extérieurs, ils trouvent les murs vides et les portes ouvertes. En entrant dans le château, ils trouvent des objets de valeur et des armes entassés à l'air libre. Étant plutôt prudent, Lai Huni n'autorise pas le pillage, craignant un piège. Alors que les soldats chinois passent par un grand temple bouddhiste, les troupes du Koguryo leur tendent une embuscade, qui échoue. Comme lors de l'escarmouche navale, les survivants se replient une nouvelle fois. Lai pense alors que les objets et les armes n'étaient qu'un appât pour cette embuscade et que ce qui devait être le mouvement décisif du Koguryo a échoué. Il autorise alors ses troupes à piller le château extérieur.
Alors que le pillage du château est à son apogée, un contingent de troupes Koguryo, composé de milliers de soldats, tend une nouvelle embuscade aux troupes sui. Confus et désorienté, Lai n'offre aucune résistance et s'enfuit vers la mer pour rejoindre la flotte, pendant que son armée se fait massacrer et est réduite à quelques milliers d'hommes. Découragé par son échec, Lai change de plan et choisit d'attendre que les 305 000 hommes du contingent terrestre arrivent à Pyongyang, pour combiner leurs forces et assiéger la ville.

#### Attaque terrestre
Ce contingent, qui est commandé par les généraux Yu Zhongwen et Yuwen Shu, a ses propres problèmes. Alors que l'approvisionnement peut être transporté en toute sécurité en Chine, une fois qu'il atteint le territoire du Koguryo, il y a un danger permanent d'embuscade par les troupes coréennes. Yangdi a résolu ce problème en ordonnant à chaque soldat de transporter ses propres rations, ce qui augmente considérablement le fardeau desdits soldats. En chemin, nombreux sont ceux qui jettent la nourriture pour s'alléger et au moment où l'armée atteint la rivière Yalu, le manque de ravitaillement de l'armée est criant.
Yeongyang décide d'évaluer la force de l'armée Sui en ordonnant à son commandant, le Maréchal Eulji Mundeok, de simuler une reddition et de négocier les termes de la paix avec les généraux Sui. De leur côté, les généraux Wu et Yuwen avaient leur propre ordre secret transmis par Yangdi leur ordonnant de s'emparer de Yeongyang ou d'Eulji Mundeok s'ils viennent à tomber entre leurs mains. Toutefois, les conseillers des généraux, notamment Liu Shilong (劉士龍), le directeur adjoint de la droite du département d'État, les ont convaincus qu'il serait imprudent d'arrêter les négociateurs du camp adverse. Ils laissent finalement Eulji retourner au Koguryo, mais Yu Zhongwen finit par regretter sa décision et tente de leurrer Eulji Mundeok pour le recapturer. Pour cela, il lui envoie un message pour lui dire qu'il voulait discuter des choses de manière plus poussée, mais Eulji Mundeok, conscient des intentions de Wu, ne répond pas.
Après cet incident, les deux généraux chinois entrent en désaccord sur la marche à suivre pour la suite de la campagne, Yu Zhongwen tenant absolument à ce que l'on poursuive Eulji Mundeok. Ils finissent par convenir que la priorité est de s'emparer de la capitale du Koguryo et, en conséquence, les troupes sui commencent à avancer vers le sud vers Pyongyang. Eulji Mundeok réagit en faisant manœuvrer ses troupes afin qu'elles attaquent l'armée Sui sept fois par jour, en simulant à chaque fois une défaite avant de se replier. Son but est d'attirer l'armée Sui plus au sud, en donnant aux Chinois l'impression que la victoire est à portée de main. Finalement, l'armée Sui avance jusqu'à arriver à environ 20 km de Pyeongyang. Yu Zhongwen a plus tard reconnu que plus ses troupes avançaient, plus elles souffraient d'épuisement et que les fortifications de Pyongyang ont rendu cette campagne impossible à accomplir.

Yu est alors pris dans un dilemme et n'arrive pas à décider s'il doit continuer à avancer ou se replier. Eulji Mundeok lui envoie pour l'occasion un poème:
Vos plans divins ont plombé les cieux; vos calculs subtils ont secoué la terre. Vous gagnez chaque bataille, votre mérite militaire est grand. Pourquoi alors ne pas s'en contenter et arrêter la guerre?
Comme aucune réponse ne vient, Eulji envoie un représentant auprès du général chinois. Le plan qu'il propose est que l'empereur Yeongyang fasse sa soumission à l'escorte de Yangdi si l'armée Sui se retire. Saisissant cette occasion de retraite, Yu retire ses troupes vers le camp principal de l'armée Sui.

#### Bataille de Salsu
Lorsque l'armée Sui atteint le fleuve Salsu, ce qui correspond actuellement au fleuve Chongchon, les troupes du Koguryo lancent une attaque contre les soldats chinois. Eulji Mundeok inflige de lourdes pertes aux Sui en détruisant un barrage qui retenait l'eau du fleuve, ce qui balaye littéralement les milliers de soldats en train de traverser la Salsu. Une fois le flot passé, les hommes d'Eulji Mundeok massacrent les survivants. Selon les textes historiques chinois et coréens, les soldats Sui ont dû courir près de 200 km ce jour-là pour échapper à la mort. La bataille de Salsu est en grande partie responsable des pertes énormes qu'enregistrent les Sui pendant la campagne, car, selon le livre des Sui, sur les 305 000 hommes envoyés attaquer la capitale, seulement 2 800 sont revenus,. Cet échec sanglant et l'incapacité des Sui à prendre la moindre forteresse marquent la fin de la campagne et le début du repli des troupes de Sui Yangdi.

### Expédition de 613
Yangdi envahit à nouveau le Liaodong l'année suivante, en 613, mais est de nouveau obligé de se replier, sans avoir remporté le moindre succès militaire. En effet, alors qu'Yangdi était absent, Yang Xuangan, le fils de Yang Su, le premier ministre de l'empereur, fomente une rébellion contre les Sui. Craignant d'être attaqué sur deux fronts, Yangdi est contraint de se retirer et d'utiliser son armée pour abattre la rébellion de Yang Xuangan.

### Expédition de 614
Après avoir écrasé la révolte, Yangdi envahit à nouveau le Koguryo en 614. Bien qu'il réussisse à passer la première ligne de défense du royaume coréen sans capturer la forteresse qui protège la frontière, il ne peut pas avancer plus loin que la rivière Liao en raison des embuscades constantes des soldats du Koguryo et de l'obstruction de ses lignes d'approvisionnement. Yeongyang, voyant une chance de mettre fin à ces guerres épuisantes, offre à Sui Yangdi de faire la paix et renvoie en Chine Husi Zheng (斛斯政), un complice de Yang Xuangan qui s'était enfui en Corée après l'écrasement de la rébellion. Voyant le peu de succès qu'il rencontre dans sa guerre contre le Koguryo et le mécontentement grandissant en Chine, Yangdi accepte l'offre de paix de Yeongyang et retire les troupes sui de la péninsule de Corée. Cependant, le roi de Koguryo ne s'est jamais présenté à la Cour Impériale pour jurer allégeance aux Sui, ce qui rend furieux l'empereur Yangdi. Ce dernier veut alors lancer une autre invasion de la Corée, ce dont ses conseillers ont du mal à le dissuader.

## Conséquences
Les pertes que la dynastie Sui a subies, aussi bien en termes de vies, que de ressources et de confiance que le peuple a en l'État Sui, ont contribué à la chute de la dynastie. Des paysans, des fermiers, des soldats, des aristocrates et des propriétaires terriens se soulèvent contre l'empereur, ainsi que de nombreux officiers militaires de la dynastie. Obligé de fuir sa capitale, Yangdi la déplace vers le sud, à Yangzhou, mais les révoltes sont alors trop nombreuses pour être contenues. Yuwen Huaji, le fils de Yuwen Shu, devient un puissant général sui qui mène un coup d'État couronné de succès contre Yangdi et l'assassine personnellement. Ce meurtre met fin, de facto, à la dynastie Sui, même si plusieurs seigneurs de guerre font de différents membres de la famille de Yangdi des empereurs fantoches. Finalement, de la guerre civile qui embrase le pays va émerger une nouvelle dynastie lorsque le duc de Tang se proclame empereur et fonde la dynastie Tang.